# Лаковерност
Лаковерност је стање спремности да се верује једној или више особа, или ствари у одсуству разумног доказа или знања. Лаковерност није једноставно веровање у нешто што може бити лажно. Предмет веровања може чак бити тачан, али лаковеран човек ће веровати без доброг доказа. Речи лаковерност и лаковеран се обично користе као синоними, иако обе речи значе „прекомерно поверење или бити поверљив“, наглашава лаковерност, обманути или направити будалу, што указује на недостатак интелигенције, док лаковерност наглашава некритички формирање уверења, што указује на недостатак скептицизма. Иамагисхи, Кикуцхи и Косуги (1999) карактерише лаковерну особу као једну која је и лаковерна и наивна. Гринспен (2009) наглашава разлику да лаковерност укључује радњу поред веровања, а ту је узрочно-последични однос. Између две државе: „лаковерни исходи обично ће доћи кроз експлоатацију лаковерности жртве. Радозналост и лаковерност, онда, су карактеристике дивљачког интелекта. Лаковерност је тенденција да се верује у ствари сувише лако и без доказа. Ако варалица покушава да вам прода лажни лек, онда је „преиинг на лаковерности." Ова именица је повезана са бити наиван, лаковеран или невин. Не треба мешати са кредибилитетом, иако се често злоупотребљава на овај начин.

## Примери лаковерности код људи

### Вода је опасна
Један дечак је употребио своје знање, машту како би створио илузију, да је вода опасна. И наводећи аргументе за своју тврдњу, ништа није слагао. Стварно може изазвати претерано знојење и повраћање, главни је састојак киселих киша, може изазвати јаке опекотине у гасовитом стању, удисање воде изазива смрт (дављење), доприноси ерозији, смањује ефикасност аутомобилских кочница и налази се у туморима код неизлечиво оболелих. Вешто је употребио латински назив dihydrogen monoxide (два атома водоника и један кисеоника) и најобичнију воду је представио као хемикалију апокалипсу. Још је занимљивије да је 43 од 50 људи дало подршку да се “опасна” хемикалија забрани. Шесторо је било индиферентно, а само једна особа (2%узорка) је знала о чему се ради. Ово се догодило у САД. Но глобализација је у модерне медијске технике ту исту поводљивост и лаковерност донела у куће и мозгове народних маса широм планете. Слични резултати би се вероватно поновили у било којој средње развијеној земљи. Само је једна особа размислила (ДИХИДРОГЕН МОНОКСИД) а то је вероватно био професор тог клинца. Намеће се питање, зашто смо постали тако лаковерни, и зашто одбијамо да мислимо својом главом.

## Дан шале
Дан шале се обележава 1. априла у многим земљама преварама и другим практичним шалама различите префињености. Ове шале имају за циљ да осрамоте лаковерне пријатеље, чланове породице, непријатеље и комшије.